# Veritas RS
Veritas RS je Veritasov dirkalnik Formule 1 in Formule 2, ki je bil v uporabi med sezonama 1948 in 1954, na prvenstvenih dirkah Formule 1 pa v sezonah 1952 in 1953, ko so z njim dirkali Eugene Chaboud, Roger Loyer, Toni Ulmen, Emile Cornet, Roger Laurent, Johnny Claes, Hermann Roosdorp, Heinz-Gerd Jäger, Anthony Baring, Anni Roosdorp, Paul Glauser, Jacques Swaters, Karl Kling, Fritz Riess, Honoré Wagner, Marcel Masuy, Charles de Tornaco, Theo Helfrich, Ernst Troeltsch, Rudolf Krause, Adolf Brudes, Josef Peters, Paul Westhof, André Pilette, Theo Fitzau, Helmut Niedermayr, Jean-Michel Marcy, Olivier Gendebien, Wolfgang Seidel, Hans Herrmann, Melvin Stickney, Oswald Karch, Adolf Lang, Oswald Karch in Erwin Bauer. Skupno so zbrali stoštirinajst nastopov na dirkah, na katerih so dosegli devet zmag in še enaindvajset uvrstitev na stopničke. 
Dirkalnik je debitiral na dirki Coupe des Petites Cylindrées 1948, kjer je Eugene Chaboud osvojil tretje mesto. Prvo zmago pa je dosegel že na naslednji dirki Maipokalrennen v sezoni 1949. Dosegel jo je Toni Ulmen, ki je zmagal še na dirkah Flugplatzrennen, Velika nagrada Nürburgringa, Grenzlandringrennen, Solituderennen in Kölner Kurs, eno zmago pa je dosegel še Emile Cornet na dirki za Veliko nagrado Frontieresa, vse na dirkah Formule 2. Ulmen je dosegel še edino zmago dirkalnika v sezoni 1950 na dirki Sachsenringrennen in zadnjo zmago za dirkalnik Veritas RS na dirki Grenzlandringrennen v sezoni 1952, v kateri so štirje dirkači nastopili tudi na prvenstveni dirki Formule 1 za Veliko nagrado Nemčije, ko je najboljši rezultat dosegel Fritz Riess s sedmim mestom, ostali so odstopili. Tudi v sezoni 1953 so štirje dirkači nastopili na dirki za Veliko nagrado Nemčije, tokrat je bil najuspešnješi Theo Helfrich z dvanajstim mestom. Dirkalnik je bil zadnjič uporabljen na dirki Sachsenringrennen 1954, ko je Oswald Karch osvojil tretje mesto. 

## Popolni rezultati Svetovnega prvenstva Formule 1
(legenda)
| Leto | Moštvo     | Motor      | Gume | Dirkači         | 1   | 2   | 3   | 4   | 5   | 6   | 7   | 8   | 9   |
| ---- | ---------- | ---------- | ---- | --------------- | --- | --- | --- | --- | --- | --- | --- | --- | --- |
| 1952 | Privatniki | Veritas S6 | ?    |                 | ŠVI | 500 | BEL | FRA | VB  | NEM | NIZ | ITA |     |
| 1952 | Privatniki | Veritas S6 | ?    | Fritz Riess     |     |     |     |     |     | 7   |     |     |     |
| 1952 | Privatniki | Veritas S6 | ?    | Adolf Brudes    |     |     |     |     |     | Ret |     |     |     |
| 1952 | Privatniki | Veritas S6 | ?    | Theo Helfrich   |     |     |     |     |     | Ret |     |     |     |
| 1952 | Privatniki | Veritas S6 | ?    | Josef Peters    |     |     |     |     |     | Ret |     |     |     |
| 1953 | Privatniki | Veritas S6 | ?    |                 | ARG | 500 | NIZ | BEL | FRA | VB  | NEM | ŠVI | ITA |
| 1953 | Privatniki | Veritas S6 | ?    | Theo Helfrich   |     |     |     |     |     |     | 12  |     |     |
| 1953 | Privatniki | Veritas S6 | ?    | Wolfgang Seidel |     |     |     |     |     |     | NC  |     |     |
| 1953 | Privatniki | Veritas S6 | ?    | Oswald Karch    |     |     |     |     |     |     | Ret |     |     |
| 1953 | Privatniki | Veritas S6 | ?    | Erwin Bauer     |     |     |     |     |     |     | Ret |     |     |